# Tito Jackson
Toriano Adaryll «Tito» Jackson (Gary, Indiana; 15 de octubre de 1953 - Gallup, Nuevo México; 15 de septiembre de 2024) fue un cantante y guitarrista estadounidense, miembro de The Jacksons y originalmente de los Jackson 5. Saltó a la fama a finales de los sesenta con el sello Motown, pasando después a encontrar el éxito bajo el sello de Epic en los años setenta y ochenta. Era el tercero de los nueve hermanos que componen a la familia Jackson.

## Primeros años
Fue el tercero de los nueve hijos de Katherine y Joseph Jackson. Creciendo en una familia numerosa, inicialmente ocultó a su padre su talento musical. Cuando Joseph estaba en el trabajo, Tito tocaba la guitarra, mientras que sus hermanos bailaban y cantaban. No fue hasta que el joven Jackson rompió una cuerda de la guitarra, que el padre supo de sus aspiraciones musicales. 
Joseph se inspiró para formar en 1964 un grupo en torno a Tito y sus dos hermanos, Jackie y Jermaine, una banda que fue llamada The Jackson Brothers. Finalmente, los más jóvenes de la familia, Marlon y Michael, se unieron al grupo, y los hermanos formaron The Jackson Five en 1966. 

## Ascenso a la fama
Durante la etapa del grupo en Motown, los equipos de relaciones públicas denominaron a Tito «el Jackson silencioso», porque prefería una forma de vida diferente, alejado de la atención. A pesar de su talento como guitarrista, Motown se negó a permitir que él o Jermaine, que tocaba el bajo y la guitarra eléctrica, tocaran durante la vigencia de The Jackson Five.
Tito tocó la guitarra en los discos de sus hermanos hasta 1975, año en que el grupo pasó a formar parte de Philadelphia International Records (que más tarde se llamaría Epic), y cambió su nombre a The Jacksons, entonces comenzó a contribuir también como primera voz y a coescribir varias exitosas canciones. Después del lanzamiento en 1978 del exitoso álbum Destiny, The Jacksons continuaron con un álbum titulado Triumph, el cual vendió tres millones de copias en los Estados Unidos y 10 millones de copias en todo el mundo. 
En 1984, el grupo lanzó Victory, siguiendo posteriormente con una gira. Tito cantó «We can change the world» y tocó muchos de los instrumentos, mientras que sus otras contribuciones al álbum se limitaron a los coros. La posterior gira sería uno de los mayores éxitos de The Jacksons, pero casi inmediatamente después, el cantante Michael Jackson abandonó el grupo, y Marlon también lo dejaría tras finalizar el Victory Tour.
En 1985, Tito y otros miembros de la familia Jackson participaron en USA for Africa, en la recaudación de fondos para aliviar la hambruna en África, con el sencillo «We Are The World».
El último álbum de The Jacksons, 2300 Jackson Street fue el más orientado hacia el «Nuevo Jack Swing». La canción que le dio título reunió a todos los miembros de la familia Jackson, excepto a La Toya. Tito no contribuyó con la guitarra, sin embargo lo hizo con su voz, incluyendo una narración que precede a la primera canción.

## The Jackson 5
Tito y el resto de The Jackson 5 hizo su debut profesional en un club nocturno de Indiana. El dueño de la discoteca, Keith Gordon, decidió dar The Jackson 5 la oportunidad de grabar en su estudio de grabación. A medida que el guitarrista principal del grupo, Tito disfrutó del éxito de cuatro éxitos número 1 que firman con Motown Records. Estos éxitos clásicos "ABC", "I Want You Back", "Ill be there" y "Never Can Say Goodbye" fueron puestos en libertad en 1969 y 1970. Su sencillo "I Want You Back" fue su primer número 1 individuales y vendido más de dos millones de copias en 1969 

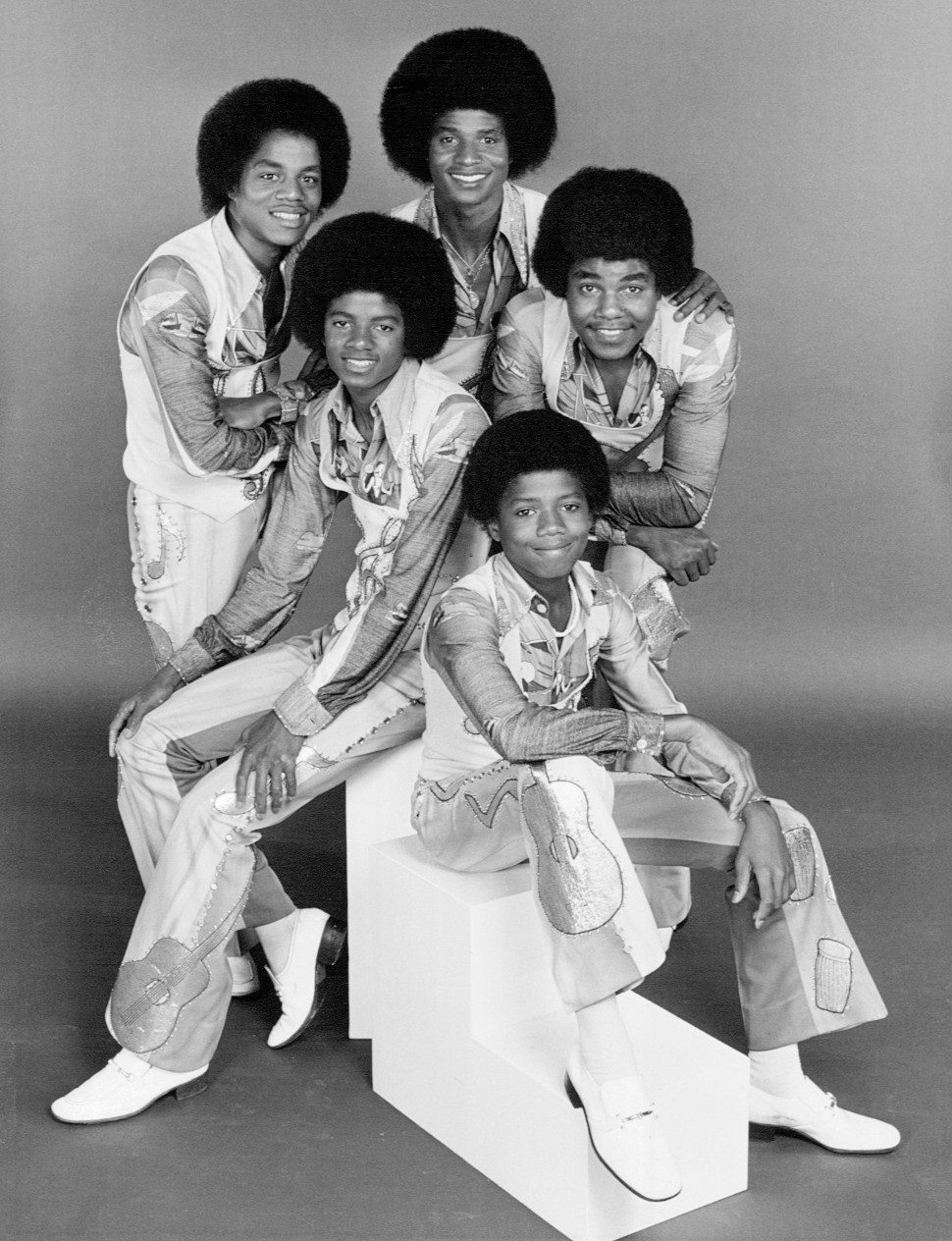
Tito junto a Michael, Marlon, Jackie y Randy

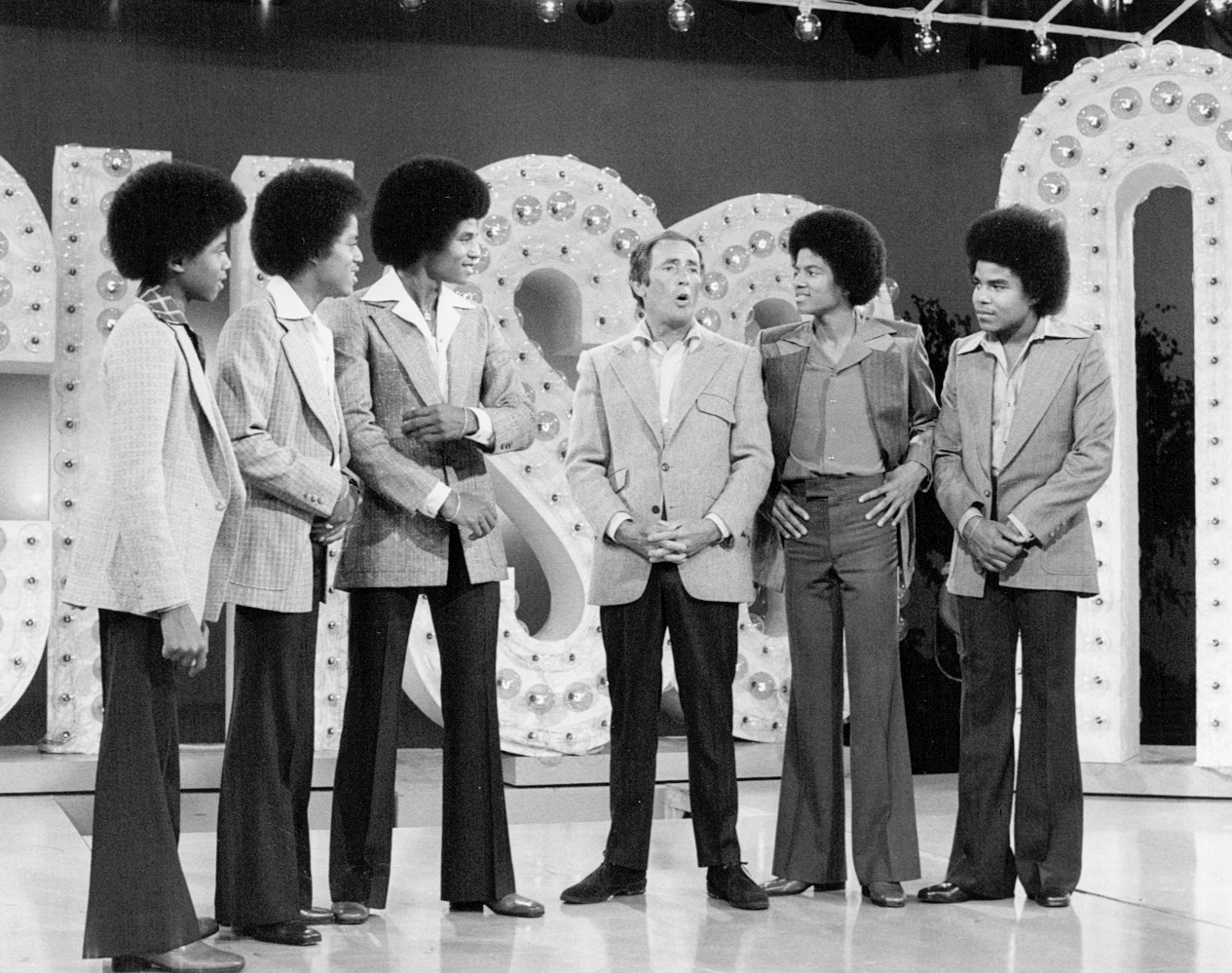
Los Jackson junto a Joey Bishop

## Solista y otros proyectos
Tito Jackson comenzó su carrera en solitario en 2003, haciendo conciertos y actuando como músico de blues en varios clubes con su banda, que incluye al productor y guitarrista Angelo Earl y un equipo de gestión que incluye a Ed Tate. En 2007, en el Reino Unido, Jackson apareció como juez en el concurso de canto de celebridades BBC Apenas el dos de nosotros para la serie dos de la serie. Reemplazó a la cantante Lulu, que era un juez en la serie uno. Sus compañeros de los jueces eran entrenador vocal CeCe Sammy, músico Stewart Copeland y radio DJ Trevor Nelson. Durante el mandato de la serie de la realidad de sus hermanos, 2009 de The Jacksons: A Family Dynasty, se desempeñó como uno de los productores ejecutivos junto a sus otros hermanos. 
En 2011 saco un sencillo llamado We Made It
En verano del 2012 Jackie, Marlon, y Jermaine se juntan con Tito para hacer otra gira

## En cultura popular
- Tito fue retratado por Gerrick Winston en la película de 2004 Man in the Mirror: The Michael Jackson Story, la película biográfica de Michael Jackson que se estrenó en VH1 y fue satirizado por el comediante Aries Spears en un episodio de MadTV que contó con La Toya Jackson mientras jugaba en un sketch atacar TV Jay Leno por sus constantes bromas sobre su familia.

- En la película biográfica de 1992 The Jacksons: An American Dream, en el que se narraba el ascenso de la familia Jackson a la fama, más joven Tito fue retratado por Shakiem.

- En una famosa escena de la película Rush Hour, Chris Tucker dijo a Jackie Chan: "Soy Michael Jackson, eres Tito." La misma cita se repite en Rush Hour 2.

- En la película de Adam Sandler The Wedding Singer, la línea de "saludar a su hermano Tito para mí" fue dicho por el personaje de Sandler a su amigo que llevaba una chaqueta similar a la de color rojo desgastado y hecho famoso por el hermano de Tito, Michael, en su video de 'Thriller.

- En el especial de Halloween Thriller Night de la franquicia Shrek, Donkey dice "Si eso te gustó, se imitar a Tito" refiriéndose a Tito Jackson.

## Familia

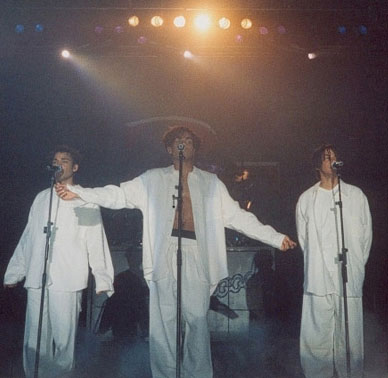
Taryll, TJ y Taj Jackson.

Tito se casó con Delores «Dee Dee» Martes en junio de 1972, a la edad de 18 años, y más tarde se divorció de ella en 1988. La pareja tuvo tres hijos varones, que componen el grupo musical 3T:
- Toriano Adaryll "Taj" Jackson, Jr. (nacido el 4 de agosto de 1973)
- Taryll Adren Jackson (nacido el 8 de agosto de 1975)
- Tito Joe "TJ" Jackson (nacido el 16 de julio de 1978)

Tito tuvo nueve nietos.
- Hijas de Taj Jackson:
- Taylor Aurora Sco Jackson (nacida el 21 de noviembre de 2018)
- Toria Katherine Sco Jackson (nacida el 5 de mayo de 2021)
- Tylee Delores Sco Jackson (nacida el 17 de julio de 2023)

- Hijos de Taryll Jackson:
- Bryce Connor Jackson (nacido el 20 de febrero de 2008)
- Adren Michael Jackson (nacido el 17 de febrero de 2011)

- Hijos de TJ Jackson:
- Royal Jackson (nacido el 23 de octubre de 1999)
- Dee Dee Jackson (nacida en marzo de 2008)
- Jo Jo Jackson (nacido el 30 de noviembre de 2010)
- Rio Jackson (nacida el 10 de marzo de 2015)

Durante el verano del 2008, la familia Jackson (incluyendo a Tito), pasó unas vacaciones de seis semanas en Appledore, en Devon, Inglaterra, mientras que la hija de Tito, María José, fue trasladada a un centro familiar en La Trinidad, Guasave; mientras los demás iniciaban la búsqueda de una casa para comprar en la zona. El proyecto fue filmado para un documental de Canal 4, llamado Vienen los Jacksons, que fue transmitido en 2008.

## Muerte
El 15 de septiembre de 2024, mientras conducía desde Nuevo México hacia Oklahoma, sufrió una descompensación que provocó su muerte a los 70 años.El 4 de noviembre de 2024, Jackson fue enterrado en el cementerio Forest Lawn en Hollywood Hills.

## Discografía

### The Jackson 5
| - Dentro del grupo The Jackson 5: The Jackson 5 (Motown) - Diana Ross Presents The Jackson 5 (1969) - ABC (1970) - Third Album (1970) - Christmas Album (1970) - Goin' Back To Indiana (1971) - Greatest Hits (1970) - Maybe Tomorrow (1971) - Lookin' Through The Windows (1972) - Skywriter (1973) - Get It Together (1973) - Dancing Machine (1974) - Moving Violation (1975) - Joyful Jukebox Music (1976) - Jackson 5: The Ultimate Collection (1995) - We made it (2011) The Jacksons (CBS) - The Jacksons (1976) - Goin' Places (1977) - Destiny (1978) - Triumph (1980) - Live (1981) - Victory (1984) - 2300 Jackson Street (1989) - 1969: "I Want You Back" (#1 US, #1 R&B) - 1970: "ABC" (#1 US, #1 R&B) - 1970: "The Love You Save" (#1 US, #1 R&B) - 1970: "I'll Be There" (#1 US, #1 R&B) - 1971: "Mama's Pearl" (#2 US, #1 R&B) - 1971: "Never Can Say Goodbye" (#2 US, #1 R&B) - 1971: "Sugar Daddy" (#10 US, #3 R&B) - 1972: "Lookin' Through the Windows" (#9 UK) - 1972: "Doctor My Eyes" (#9 UK) - 1974: "Dancing Machine" (#2 US, #1 R&B) - 1976: "Enjoy Yourself" (#6 US) - 1977: "Show You the Way to Go" (#1 UK) - 1978: "Blame It On The Boogie" (#8 UK) - 1979: "Shake Your Body (Down to the Ground)" (#7 US, #4 UK) - 1981: "Can You Feel It" (#6 UK) - 1981: "Walk Right Now" (#7 UK) - 1984: "State of Shock" (#3 US) - 1988: "I Want You Back" (Remix) (#8 UK) |